# Daniel de Hertaing
Daniel de Hertaing, seigneur du même lieu jusqu'en 1610 (? - 1625) est un colonel du régiment wallon, au service des Provinces-Unies. Fils de Guillaume de Hertaing, Seigneur de Marquette-en-Ostrevant et d'Anne de Livin, fille du Seigneur de Famars, il s'illustra lors de la campagne des Flandres. Ses armoiries sont « d'azur à 3 coquilles d'or ».

## Biographie
Réfugié protestant originaire du Hainaut, il dirige la défense de Ypres lors du siège de 1584 et participa à la bataille de Nieuport (1600) à la tête du régiment wallon des Nouveaux Gueux. Proche de Maurice de Nassau, il fut le dernier Gouverneur d'Ostende et perdit le bras droit et la jambe gauche lors du siège de la ville. Après en avoir reçu l'autorisation des États Généraux, il signa de la main gauche la capitulation de la ville le 20 septembre 1604. Il fut ensuite lieutenant général de cavalerie, avant de se retirer à Heemskerk. Il y acquit une propriété qu'il baptisa "Marquette" en souvenir de son pays d'origine.
"Il espousa Aleonor de Hennin, sœur de Maximilian Comte de Bossut, Chevalier de la Toison d'or, dont les sœurs estoient alliées avec le duc de Brunswic, le comte de Salazar, le prince d'Iterstein, & le Prince de Gandie de la Maison de Borjas, comme nous avons monstré cy devant en la Genealogie de Cuvilers-Hennin. De cette conjonction sortirent 4 fils qui suivent :
1. Guillaume de Hertaing, Sgr de Marquette, Capitaine d'Infanterie perdit glorieusement la vie au siege de Maestricht.
2. Adrien de Hertaing, aussi Capitaine, mourut sans hoirs.
3. Henry de Hertaing Sgr de Marquette, après avoir donné dans toutes les occasions des vrayes marques de sa valeur, à dessein de meriter les palmes & les couronnes, qui avoient entouré les chefs de ses peres, deceda aussi sans posterité.
4. Maximilian de Hertaing, Sgr de Marquette après la mort de tous ses freres, entra de bonne heure d'un pas ferme dans la milice, où il montra d'abord un courage si asseuré dans toutes les batailles & rencontres, qu'il fut jugé digne de commander à une Compagnie de chevaux. Il espousa Catherine de Lochorst (fille de Cornille Sgr de Lier, & d'Alemade) de laquelle il procrea Daniel-Maximilian, Guillaume-Frederic, Aleonor, Catherine-Elisabeth, & Anne de Hertaing, &c".
"Vente de la seigneurie de Marquette par Daniel de Hertaing, seigneur de Marquette, lieutenant général de la cavalerie des états des Provonces-Unies, au profit de don Joachim d'Enzeleur, seigneur de Marquette, garde des joyaux de l'Archiduc. Valenciennes, 31 mars 1610. A tous ceulx quy ces presentes lettres  verront Dom Jean de Robles, comte d'Annappes, baron de Billy, Sgr d'Escou, etc, gouverneur et capitaine des villes et chastellenies de Lille, Douay et Orchies, Salut. Scavoir faisons que, pardevant Toussainct Dupret et Pierre Dupret, auditeurs par nous commis à ouir, comparut en sa personne noble Seigneur Daniel de Hertaing, Seigneur de Marquette, lieutenant general de la cavaillerie des estatz des Provinces Unies, estant presentement en la ville de Vallenchiennes".

## Sources
- Jean Le Carpentier, Histoire de Cambray, et du Cambresis, troisiesme partie, contenant Les eloges des Familles Nobles & Patrices, qui s'y sont rendües recommendables, tant par leur valeur, prudence & fidelité, que par leur munificence, etc. à Leide, chez l'auteur, 1664.
- Félix Brassart, Histoire du château & de la chatellenie de Douai, des fiefs, terres et seigneuries tenus du souverain de cette ville, depuis le Xe siècle jusqu'en 1789, avec de nombreux renseignements généalogiques et héraldiques, tirés des chartes et des sceaux: la féodalité dans le Nord de la France, édition de 1877.